# Freak (singolo Samuele Bersani)
Freak è una canzone scritta e interpretata da Samuele Bersani nel 1994. È stato il primo singolo estratto dall'album omonimo.

## Video musicale
Il video di Freak, girato a Goa in India, mostra il cantante spostarsi per il Paese cercando di vendere la piadina romagnola.

## Tracce
1. Freak
2. Freak (versione strumentale)